# Svein Øvergaard
 Ikke at forveksle med Svein Axel Øvergaard.
Svein Øvergaard (1. januar 1912 – 1986) var en norsk bokser og jazzmusiker (saxofon, percussion) og bandleder, kendt fra Oslo's jazzmiljø.
Han spillede i Willie Vieth's Kabaorkester og i Funny Boys som var aktivt fra 1932 til 1939. Fra 1937 ledede han sit eget orkester som indbefattede
- Fred Lange-Nielsen – bass,
- Per Gregersen – trommer,
- Finn Westbye – gitar,
- Arvid Gram Paulsen – saksofon
- Einar Gustavsen – klarinet

Han arbejdede også sammen med Pete Brown, trommer og Robert Normann, guitar.
I 1938 vandt han Norgemesterskabet i boksning i letsværvægt (junior) for BK Pugilist.
Under anden verdenskrig rejste han til England og blev en del af Kompani Linge med telegrafi som arbejdsområde.